# Sunuapa
Sunuapa es una localidad del estado mexicano de Chiapas. Es la cabecera del municipio de Sunuapa.

## Toponimia
El nombre «Sunuapa» proviene del náhuatl y su significado es «río de los jonotes».

## Demografía
| Gráfica de evolución demográfica |
|                                  |

| Censo | Población |
| ----- | --------- |
| 1900  | 313       |
| 1910  | 197       |
| 1921  | 246       |
| 1930  | 234       |
| 1940  | 317       |
| 1950  | 190       |
| 1960  | 206       |
| 1970  | 233       |
| 1980  | 295       |
| 1990  | 384       |
| 2000  | 561       |
| 2010  | 807       |
| 2020  | 894       |